# Ávila (provins)
Ávila är en provins i Spanien, tillhörande den autonoma regionen Kastilien och León. Den ligger centralt med provinsen Valladolid i norr och Toledo och Cáceres i söder, Madrid till öst och Salamanca mot väst.
Huvudort är staden Ávila med samma namn som provinsen.
Antal invånare: 171 815 (2008)